# Kartír
Kartír (žil ve 3. století n. l.) byl velekněz zarathuštrovské církve v sásánovské Persii. Je považován za náboženského reformátora a zakladatele zarathuštrovské ortodoxie.
Kartír zahájil svoji kněžskou dráhu zřejmě jako prostý mág, za Šápúra I. povýšil na dvorského kněze a doprovázel krále na jeho taženích a nakonec se stal móbadem, tedy předním představitelem zarathuštrovské církve. V této funkci tvrdě prosazoval své náboženské představy, odměňoval loajální kněze a trestal ty, jejichž postoje pokládal za kacířské. Později vyzýval k pronásledování židů, buddhistů, křesťanů a manichejců.
Šápúrův syn Hormizd I. udělil Kartírovi titul „nejvyšší mág Ahuramazdy“ a posílil tak jeho vliv. Také králové Bahrám I. a Bahrám II. Kartíra podporovali, takže se posléze stal veleknězem a soudcem říše; zároveň byl povýšen mezi perskou nobilitu.
Kartír po sobě zanechal řadu nápisů, v nichž vypočítává oltáře ohně, jež založil, a zdůrazňuje své zásluhy o říši. Manichejské spisy jej zmiňují jako předního odpůrce Máního a pronásledovatele jeho nauky; zdá se, že jeho vliv opadl za krále Narsého, který perzekuci jinověrců zastavil. Datum jeho smrti není známo.